# Moepa pseudoalbidens
Moepa pseudoalbidens là một loài bướm đêm trong họ Noctuidae.